# Saxifragella bicuspidata
Saxifragella bicuspidata là một loài thực vật có hoa trong họ Saxifragaceae. Loài này được (Hook. f.) Engl. miêu tả khoa học đầu tiên năm 1890.